# جبل شائع (الخبت)

تعديل مصدري - تعديل

جبل شائع هي إحدى قرى عزلة الظاهر بمديرية الخبت التابعة لمحافظة المحويت، بلغ تعداد سكانها 311 نسمة حسب تعداد اليمن لعام 2004.